# Brdinje
Brdinje – wieś w Słowenii, w gminie Ravne na Koroškem. W 2018 roku liczyła 641 mieszkańców.